# So It's Come to This: A Simpsons Clip Show
So It's Come to This: A Simpsons Clip Show, llamado Éste es el resultado: Retrospectiva de los Simpson en España y A esto hemos llegado en Latinoamérica, es un capítulo perteneciente a la cuarta temporada de la serie animada Los Simpson, emitido originalmente el 1 de abril de 1993. El episodio fue escrito por Jon Vitti y dirigido por Carlos Baeza. Después de una broma del día de los inocentes que termina mal, Homer va al hospital donde todos comienzan a recordar escenas de capítulos anteriores.

## Sinopsis
La historia comienza en el April Fools' Day. Homer le juega bromas a Bart a lo largo del día, por lo que Bart, queriendo vengarse, decide agitar una lata de cerveza en un mezclador de pintura. Cuando Homer abre la cerveza, inesperadamente todo resulta en una explosión masiva que lo lesiona gravemente. Todo parece indicar que Homer terminará en silla de ruedas, probablemente paralítico.
En el hospital, el Dr. Hibbert le hace una broma a Marge creyendo que Homer falleció en la explosión, todos se rinden ante este hecho, pero un día Homer se despierta de su coma y descubre que en el hospital había una máquina de caramelos. Luego de esto, se levanta y camina hacia la máquina, pero la misma se descompone y lo lastima, haciéndolo entrar en coma nuevamente. La familia, junto a él, recuerda los eventos que han sucedido en el pasado (se pueden ver fragmentos de otros episodios).
Finalmente, Bart, sintiéndose culpable por Homer, confiesa que él había agitado la lata de cerveza como una simple broma, pero nunca imaginó que explotase. En ese punto, esa revelación hace que Homer se enfade hasta tal punto que, lentamente, despierta de su coma y comienza a estrangular a Bart, mientras que el resto de la familia se alegra al verlo con vida. Una vez que Homer se pone mejor, le quiere hacer una broma a su familia diciéndoles que se irían de vacaciones a Hawái, pero Bart y Lisa le dicen que ya hacía siete semanas que había pasado el Día de los Inocentes. La familia igualmente se ríe, y Marge le comenta a su esposo que ha perdido el 5% de su cerebro. Homer le responde: "¿Mi perdió cerebro?", lo que hace que todos rían de nuevo.